# Isabel Fariñas Gómez
Isabel Fariñas Gómez (n. 1961) és una científica espanyola i catedràtica d'universitat. Desenvolupa la seua carrera professional com a Catedràtica en el Departament de Biologia Cel·lular i Parasitologia de la Universitat de València. La doctora Fariñas dirigeix des de 1998 el Grup d'I+D de Neurologia Molecular adscrit a l'Estructura de Recerca Interdisciplinària en Biotecnologia i Biomedicina (BIOTECMED) de la Universitat de València.
Filla d'emigrants gallecs, va estudiar a la Universitat Autònoma de Barcelona, a l'Institut Ramón y Cajal de Madrid i a la Universitat de Califòrnia, a San Francisco. La seua formació i producció científica cau dins del camp de la neurobiologia, camp en el qual ha desenvolupat estudis en l'àmbit de la neurodegeneració i la supervivència neuronal així com en l'estudi de cèl·lules mare en el cervell adult.
El seu grup pertany al Centre de Recerca Biomèdica en Xarxa en Malalties Neurodegenerativas (CIBERNED), a la Xarxa Nacional de Teràpia Cel·lular (TerCel), a l'Institut de Biotecnologia i Biomedicina de la Universitat de València (BIOTECMED) i és grup d'excel·lència Prometeo de la Comunitat Valenciana.

## Reconeixements i distincions
Durant els primers anys de la seua carrera va obtenir una beca Fulbright per a realitzar una estada en el Howard Hughes Medical Institute i una Long Term Fellow al Human Frontier Science Programme (HFSP), el 1992 i 1994 respectivament. Des de 2013 és membre de l'European Molecular Biology Organization (EMBO). En 2014, va ser triada per la Fundació Botín-Banc Santander per a formar part del seu programa de ciència per a incentivar la transferència tecnològica. En 2015 va rebre el "Premi de Recerca i Desenvolupament" en la XX Edició de la Universitat-Societat dels Premis Consell Social de la Universitat de València. El Jurat va reconéixer el treball del seu grup pluridisciplinari de recerca per a orientar els coneixements bàsics que posseeixen en la cerca de solucions aplicades a l'àmbit de la biomedicina i la salut i el fet d'haver subscrit diversos acords amb empreses per a l'estudi i viabilitat de l'aplicació dels resultats de les seues recerques.

## Divulgació científica
Isabel Fariñas ha participat en diferents iniciatives de divulgació científica per a donar a conéixer a la societat els avanços en el seu camp. Destaca la seua col·laboració en:
- El cicle de divulgació científica "Conect Talks" del programa d'activitats de la Càtedra de Divulgació de la Ciència de la Fundació la Cañada Blanch i la Universitat de València en 2013 i 2016.[13][14][15]
- L'esdeveniment TEDxUPValència de 2017 amb una conferència titulada "El futur de la neuro-reparació".[16]

Ha concedit entrevistes sobre la seua línia de recerca en diferents mitjans de comunicació valencians.